# Bathippus schalleri
Bathippus schalleri är en spindelart som beskrevs av Simon 1902. Bathippus schalleri ingår i släktet Bathippus och familjen hoppspindlar. Inga underarter finns listade.